# Стефан (Калиновский)
Архиепископ Стефан (в миру Симеон Калиновский; 1700 — 16 (27) сентября 1753) — епископ Русской православной церкви, архиепископ Новгородский и Великолуцкий.
Даровитый педагог, талантливый и искусный проповедник своего времени.

## Биография
Образование получил в Киевской духовной академии. В 1727 году принял монашество, жил в Киево-Братском училищном монастыре и преподавал в Киевской духовной академии.
В 1732 году назначен префектом Киевской духовной академии.
В 1733 году переведён префектом Славяно-греко-латинской академии.
3 февраля 1734 года возведён в сан архимандрита, назначен настоятелем Заиконоспасского училищного монастыря и ректором Славяно-греко-латинской академии. В это же время по поручению Святейшего Синода вёл беседы с английским пастором Малярдом, желающим принять Православие.
В 1735 году переведен в Санкт-Петербург архимандритом Александро-Невского монастыря.
С 20 июня 1736 года — член Святейшего Синода.

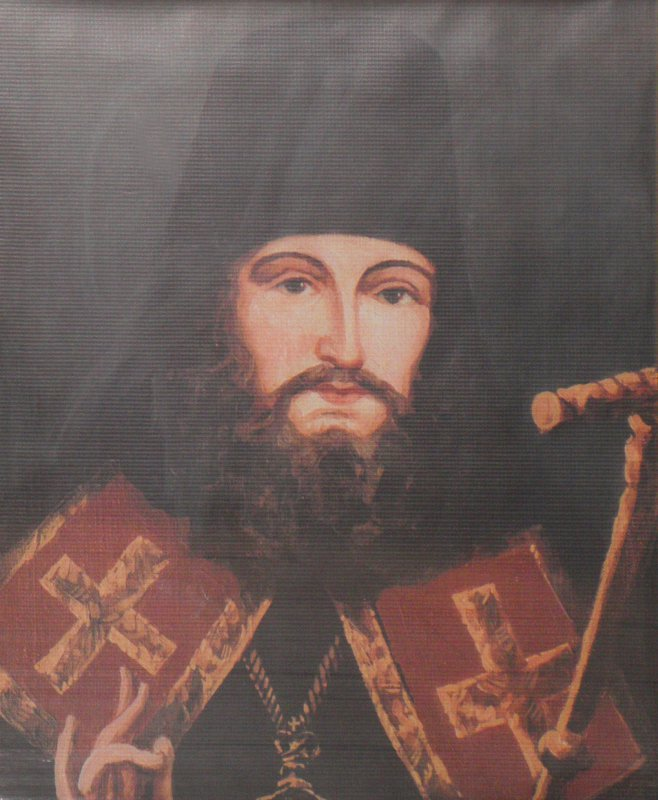
Портрет епископа XIX в.

В 1736 году Святейший Синод поручил архимандриту Стефану продолжить работу по ревизии текста нового перевода Библии, которая была начата по указу императора Петра I ещё в 1712 году ректором Московской Славяно-греко-латинской академии архимандритом Феофилактом (Лопатинским). Уже к 1738 году архимандрит Стефан столкнулся с большими трудностями, не зная, какие из имевшихся у него греческих рукописей предпочесть. Его отчёт Святейшему Синоду весьма поучителен для понимания тогдашнего состояния библейской текстологии.
Наконец, архимандрит Стефан рекомендовал Святейшему Синоду печатать исправленный на основе греческих рукописей текст параллельно с текстом архимандрита Феофилакта (Лопатинского) и с перечнем внесенных изменений. Синод согласился с этим предложением, которое в сентябре 1740 года было утверждено императрицей Елизаветой Петровной.
17 января 1739 года архимандрит Стефан был хиротонисан во епископа Псковского с оставлением архимандритом Александро-Невского монастыря.
После назначения архимандрита Стефана (Калиновского) на Псковскую епархию работу по пересмотру текста продолжили архимандрит Фаддей (Кокуйлович) и иеромонах Кирилл (Флоринский).
Вошёл в историю Псковской епархии как один из самых деятельных и энергичных архиереев.
С 18 августа 1745 года епископ Стефан стал архиепископом Новгородским и Великолуцким и первоприсутствующим в Святейшем Синоде. После большого пожара 1745 года в Новгороде архиепископ Стефан занимался внутренним и внешним благоустройством пострадавших церквей и семинарии.

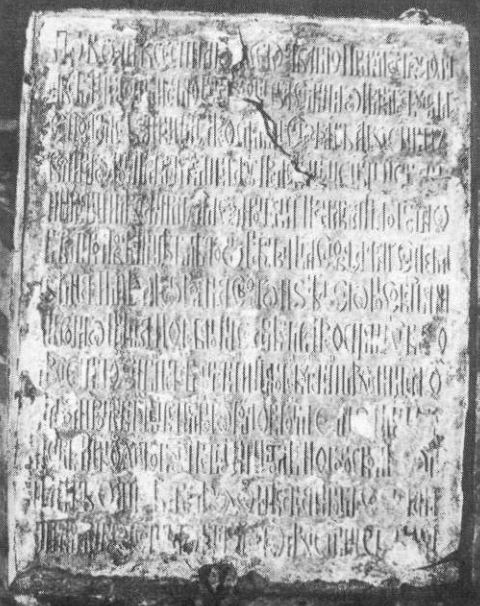
Надгробный камень на могиле епископа

С декабря 1748 года и до начала 1749 года вместе со всеми членами Святейшего Синода ездил в Москву. 18 сентября 1752 года императрица Елизавета изволила указать, что намерена в будущем декабре отправиться в Москву, куда должны следовать Синод, Сенат, коллегии Иностранная, Военная, Штатс-контора, Главная полицмейстерская канцелярия, Дворцовая, Монетная, Ямская, Придворная и Конюшенная конторы и другие места, которые уже в 1748 году ездили из Петербурга в Москву.
Вёл активную работу против распространения раскола и строительства питейных заведений.
Скончался 16 сентября 1753 года. Погребен в Мартириевой паперти Новгородского Софийского собора.
Оставшаяся после него громадная библиотека хранилась сначала в Святейшем Синоде, а потом отправлена в Новгородскую духовную семинарию.